# Polissoirs du Poirier aux Taures
Les polissoirs du Poirier aux Taures est un groupe de trois polissoirs situés à Huisseau-en-Beauce dans le département français de Loir-et-Cher.

## Description
Les trois polissoirs ont été déplacés de leur emplacement d'origine en octobre 1969 et installés 200 m plus à l'est à côté de la ferme des Touches. Ils sont constitués de trois blocs de grès lustré primitivement en place.
Le polissoir no 1 mesure 3,20 m de longueur sur 2,20 m de largeur. Il comporte 14 rainures de 0,18 m à 0,50 m, 6 cuvettes ovoïdes peu profondes et 5 plages de polissage de grande surface, reliant entre elles cuvettes et rainures une cuvette de polissage.
Le polissoir no 2 mesure 2 m de longueur sur 1,70 m de largeur. Il comporte en son centre une unique cuvette de polissage peu profonde de 0,30 m de longueur par 0,25 m de largeur.
Le polissoir no 3 mesure 1,60 m de longueur sur 1,50 m de largeur. Selon G. Barrier, il comportait une cuvette de 0,32 m de longueur par 0,17 m de largeur, profonde et bien polie, désormais disparue.